# Prosymna greigerti
Espèce
Synonymes
- Prosymna meleagris var. collaris Sternfeld, 1908
- Prosymna collaris Sternfeld, 1908

Prosymna greigerti est une espèce de serpents de la famille des Lamprophiidae. 

## Répartition
Cette espèce se rencontre au Bénin, au Burkina Faso, au Cameroun, en Éthiopie, en Gambie, au Ghana, en Guinée, au Mali, au Niger, au Nigeria, en République centrafricaine, en République démocratique du Congo, au Sénégal, au Soudan, au Soudan du Sud, au Tchad et au Togo.

## Description
L'holotype de Prosymna greigerti mesure 173 mm dont 13,5 mm pour la queue. Cette espèce a la face dorsale brunE et La face ventrale blanchâtre.

## Liste des sous-espèces
Selon The Reptile Database (20 février 2014) :
- Prosymna greigerti collaris Sternfeld, 1908
- Prosymna greigerti greigerti Mocquard, 1906

## Étymologie
Son nom d'espèce, greigerti, lui a été donné en l'honneur du lieutenant Greigert qui a collecté l'holotype.

## Publications originales
- Mocquard, 1906 : Description de quelques espèces nouvelles de Reptiles. Bulletin du Muséum national d'histoire naturelle, vol. 12, p. 464-467 (texte intégral).
- Sternfeld, 1908 : Die Schlangenfauna Togos. Mitteilungen aus dem Zoologischen Museum in Berlin, vol. 4, p. 207-236 (texte intégral).